# Ronde van Yorkshire 2019
De vijfde editie van de Ronde van Yorkshire vond in 2019 plaats van 2 tot en met 5 mei. Voor de mannen was deze wedstrijd een meerdaagse wedstrijd met vier etappes, met de start in Doncaster en de finish in Leeds. De mannenronde maakte deel uit van de UCI Europe Tour 2019, in de categorie 2.HC. In 2018 won de Belg Greg Van Avermaet.
De vrouwenwedstrijd vond plaats op 3 en 4 mei en kende 2 etappes. De start was in Barnsley, de finish in Scarborough. De vrouwenronde stond op de internationale kalender in de categorie 2.1. In 2018 won Megan Guarnier. Zij werd opgevolgd door Marianne Vos.

## Mannen

### Etappeoverzicht
| Etappe | Datum | Start       | Finish      | Type       | Afstand | Winnaar           | Klassementsleider   |
| ------ | ----- | ----------- | ----------- | ---------- | ------- | ----------------- | ------------------- |
| 1e     | 2 mei | Doncaster   | Selby       | Vlakke rit | 189 km  | Jesper Asselman   | Jesper Asselman     |
| 2e     | 3 mei | Barnsley    | Bedale      | Heuvelrit  | 132 km  | Rick Zabel        | Jesper Asselman     |
| 3e     | 4 mei | Bridlington | Scarborough | Heuvelrit  | 135 km  | Alexander Kamp    | Christopher Lawless |
| 4e     | 5 mei | Halifax     | Leeds       | Heuvelrit  | 182 km  | Greg van Avermaet | Christopher Lawless |

### Deelnemende ploegen
| WorldTour              | ProContinentaal               | Continentaal               | Nationaal        |
| ---------------------- | ----------------------------- | -------------------------- | ---------------- |
| CCC Team               | Cofidis, Solutions Credits    | Axeon Hagens Berman        | Groot-Brittannië |
| Team Katjoesja Alpecin | Euskadi Basque Country-Murias | Canyon dhb p/b Bloor Homes |                  |
| Team Dimension Data    | Roompot-Charles               | Madison-Genesis            |                  |
| Team INEOS             | Riwal-Readynez Cycling Team   | Rally-UHC Cycling          |                  |
|                        | Total Direct Énergie          | Ribble Pro Cycling         |                  |
|                        | Vital Concept-B&B Hotels      | Swift Carbon Pro Cycling   |                  |
|                        |                               | Team Wiggins Le Col        |                  |
|                        |                               | Vitus Pro Cycling          |                  |

### Uitslagen

#### 1e etappe
| Doncaster – Selby (189 km) |                     |                               |          |
| Plaats                     | Naam                | Ploeg                         | Tijd     |
| Winnaar                    | Jesper Asselman     | Roompot-Charles               | 4u05'45" |
| 2                          | Filippo Fortin      | Cofidis                       | z.t.     |
| 3                          | Jonas Van Genechten | Vital Concept-B&B Hotels      | z.t.     |
| 4                          | Boy van Poppel      | Roompot-Charles               | z.t.     |
| 5                          | Gabriel Cullaigh    | Team Wiggins Le Col           | z.t.     |
| 6                          | Ethan Hayter        | British Cycling               | z.t.     |
| 7                          | Cyril Barthe        | Euskadi Basque Country-Murias | z.t.     |
| 8                          | Mark Cavendish      | Team Dimension Data           | z.t.     |
| 9                          | Christopher Lawless | Team INEOS                    | z.t.     |
| 10                         | Rick Zabel          | Team Katjoesja Alpecin        | z.t.     |

| Algemeen klassement |                     |                               |          |
| Plaats              | Naam                | Ploeg                         | Tijd     |
| Lichtblauwe trui    | Jesper Asselman     | Roompot-Charles               | 4u05'34" |
| 2                   | Filippo Fortin      | Cofidis                       | + 5"     |
| 3                   | Jacob Hennessy      | Canyon dhb p/b Bloor Homes    | z.t.     |
| 4                   | Jonas Van Genechten | Vital Concept-B&B Hotels      | + 7"     |
| 5                   | Kevin Vermaerke     | Axeon Hagens Berman           | z.t.     |
| 6                   | Daniel Bigham       | Ribble Pro Cycling            | + 10"    |
| 7                   | Boy van Poppel      | Roompot-Charles               | + 11"    |
| 8                   | Gabriel Cullaigh    | Team Wiggins Le Col           | z.t.     |
| 9                   | Ethan Hayter        | British Cycling               | z.t.     |
| 10                  | Cyril Barthe        | Euskadi Basque Country-Murias | z.t.     |

#### 2e etappe
| Barnsley – Bedale (132 km) |                     |                               |          |
| Plaats                     | Naam                | Ploeg                         | Tijd     |
| Winnaar                    | Rick Zabel          | Team Katjoesja Alpecin        | 3u09'16" |
| 2                          | Boy van Poppel      | Roompot-Charles               | z.t.     |
| 3                          | Christopher Lawless | Team INEOS                    | z.t.     |
| 4                          | Andrew Tennant      | Canyon dhb p/b Bloor Homes    | z.t.     |
| 5                          | Daniel McLay        | British Cycling               | z.t.     |
| 6                          | Andreas Stokbro     | Riwal-Readynez Cycling Team   | z.t.     |
| 7                          | Jonas Van Genechten | Vital Concept-B&B Hotels      | z.t.     |
| 8                          | Michael Rice        | Hagens Berman Axeon           | z.t.     |
| 9                          | Cyril Barthe        | Euskadi Basque Country-Murias | z.t.     |
| 10                         | Connor Swift        | Madison-Genesis               | z.t.     |
|                            |                     |                               |          |
| 12                         | Jenthe Biermans     | Team Katjoesja Alpecin        | z.t.     |
| 24                         | Jesper Asselman     | Roompot-Charles               | z.t.     |

| Algemeen klassement |                     |                               |          |
| Plaats              | Naam                | Ploeg                         | Tijd     |
| Lichtblauwe trui    | Jesper Asselman     | Roompot-Charles               | 7u14'50" |
| 2                   | Rick Zabel          | Team Katjoesja Alpecin        | + 1"     |
| 3                   | Boy van Poppel      | Roompot-Charles               | + 5"     |
| 4                   | Filippo Fortin      | Cofidis                       | z.t.     |
| 5                   | Jacob Hennessy      | Canyon dhb p/b Bloor Homes    | z.t.     |
| 6                   | Jonas Van Genechten | Vital Concept-B&B Hotels      | + 7"     |
| 7                   | Christopher Lawless | Team INEOS                    | z.t.     |
| 8                   | Kevin Vermaerke     | Hagens Berman Axeon           | z.t.     |
| 9                   | Thomas Stewart      | Canyon dhb p/b Bloor Homes    | z.t.     |
| 10                  | Cyril Barthe        | Euskadi Basque Country-Murias | + 11"    |

#### 3e etappe
| Bridlington – Scarborough (135 km) |                     |                             |          |
| Plaats                             | Naam                | Ploeg                       | Tijd     |
| Winnaar                            | Alexander Kamp      | Riwal-Readynez Cycling Team | 3u23'24" |
| 2                                  | Christopher Lawless | Team INEOS                  | z.t.     |
| 3                                  | Greg van Avermaet   | CCC Team                    | z.t.     |
| 4                                  | Rasmus Tiller       | Team Dimension Data         | z.t.     |
| 5                                  | Scott Thwaites      | Vitus Pro Cycling           | z.t.     |
| 6                                  | Owain Doull         | Team INEOS                  | z.t.     |
| 7                                  | Matthew Holmes      | Madison-Genesis             | z.t.     |
| 8                                  | Andreas Stokbro     | Riwal-Readynez Cycling Team | z.t.     |
| 9                                  | Nick van der Lijke  | Roompot-Charles             | z.t.     |
| 10                                 | Jenthe Biermans     | Team Katjoesja Alpecin      | z.t.     |

| Algemeen klassement |                     |                             |           |
| Plaats              | Naam                | Ploeg                       | Tijd      |
| Lichtblauwe trui    | Christopher Lawless | Team INEOS                  | 10u38'15" |
| 2                   | Alexander Kamp      | Riwal-Readynez Cycling Team | z.t.      |
| 3                   | Greg van Avermaet   | CCC Team                    | + 6"      |
| 4                   | Andreas Stokbro     | Riwal-Readynez Cycling Team | + 10"     |
| 5                   | Scott Thwaites      | Vitus Pro Cycling           | z.t.      |
| 6                   | Connor Swift        | Madison-Genesis             | z.t.      |
| 7                   | Nick van der Lijke  | Roompot-Charles             | z.t.      |
| 8                   | Owain Doull         | Team INEOS                  | z.t.      |
| 9                   | Eddie Dunbar        | Team INEOS                  | z.t.      |
| 10                  | Jenthe Biermans     | Team Katjoesja Alpecin      | z.t.      |

#### 4e etappe
| Halifax – Leeds (182 km) |                     |                             |          |
| Plaats                   | Naam                | Ploeg                       | Tijd     |
| Winnaar                  | Greg van Avermaet   | CCC Team                    | 4u40'03" |
| 2                        | Christopher Lawless | Team INEOS                  | z.t.     |
| 3                        | Eddie Dunbar        | Team INEOS                  | + 2"     |
| 4                        | Tom Jelte Slagter   | Team Dimension Data         | + 9"     |
| 5                        | James Shaw          | Swift Carbon Pro Cycling    | z.t.     |
| 6                        | Matthew Holmes      | Madison-Genesis             | z.t.     |
| 7                        | Alexander Kamp      | Riwal-Readynez Cycling Team | z.t.     |
| 8                        | Greg Cullaigh       | Team Wiggins Le Col         | + 12"    |
| 9                        | Jenthe Biermans     | Team Katjoesja Alpecin      | z.t.     |
| 10                       | Scott Thwaites      | Vitus Pro Cycling           | z.t.     |

### Eindklassementen
| Plaats           | Naam                | Ploeg                       | Tijd      |
| ---------------- | ------------------- | --------------------------- | --------- |
| Lichtblauwe trui | Christopher Lawless | Team INEOS                  | 15u18'12" |
| 2                | Greg van Avermaet   | CCC Team                    | + 2"      |
| 3                | Eddie Dunbar        | Team INEOS                  | + 11"     |
| 4                | Alexander Kamp      | Riwal-Readynez Cycling Team | + 15"     |
| 5                | James Shaw          | Swift Carbon Pro Cycling    | + 25"     |
| 6                | Matthew Holmes      | Madison-Genesis             | z.t.      |
| 7                | Tom Jelte Slagter   | Team Dimension Data         | z.t.      |
| 8                | Scott Thwaites      | Vitus Pro Cycling           | + 28"     |
| 9                | Connor Swift        | Madison-Genesis             | z.t.      |
| 10               | Nick van der Lijke  | Roompot-Charles             | z.t.      |
|                  |                     |                             |           |
| 12               | Jenthe Biermans     | Team Katjoesja Alpecin      | z.t.      |

| Plaats      | Naam                | Ploeg                       | Punten |
| ----------- | ------------------- | --------------------------- | ------ |
| Groene trui | Christopher Lawless | Team INEOS                  | 35     |
| 2           | Greg van Avermaet   | CCC Team                    | 24     |
| 3           | Alexander Kamp      | Riwal-Readynez Cycling Team | 19     |
| 4           | Boy van Poppel      | Roompot-Charles             | 19     |
| 5           | Jesper Asselman     | Roompot-Charles             | 16     |
|             |                     |                             |        |
| 9           | Jonas Van Genechten | Vital Concept-B&B Hotels    | 13     |

| Plaats | Naam | Ploeg | Punten |
| ------ | ---- | ----- | ------ |
|        |      |       |        |
| 2      |      |       |        |
| 3      |      |       |        |

### Klassementsverloop
| Etappe           | Winnaar           | Algemeen klassement | Puntenklassement    | Bergklassement | Publieksprijs |
| ---------------- | ----------------- | ------------------- | ------------------- | -------------- | ------------- |
| 1                | Jesper Asselman   | Jesper Asselman     | Jesper Asselman     | Jacob Hennessy |               |
| 2                | Rick Zabel        | Jesper Asselman     | Boy van Poppel      | Jacob Hennessy |               |
| 3                | Alexander Kamp    | Christopher Lawless | Christopher Lawless | Robert Scott   |               |
| 4                | Greg van Avermaet | Christopher Lawless | Christopher Lawless |                |               |
| Eindklassementen | Eindklassementen  | Christopher Lawless | Christopher Lawless |                |               |

## Vrouwen

### Etappeoverzicht
| Etappe | Datum | Start       | Finish      | Type      | Afstand | Winnaar       | Klassementsleider |
| ------ | ----- | ----------- | ----------- | --------- | ------- | ------------- | ----------------- |
| 1e     | 3 mei | Barnsley    | Bedale      | Heuvelrit | 132 km  | Lorena Wiebes | Lorena Wiebes     |
| 2e     | 4 mei | Bridlington | Scarborough | Heuvelrit | 132 km  | Marianne Vos  | Marianne Vos      |

### Deelnemende ploegen
| UCI-teams                          | UCI-teams            | Clubteams         | Nationale selectie |
| ---------------------------------- | -------------------- | ----------------- | ------------------ |
| Alé Cipollini                      | Movistar Team        | Storey Racing     | Britse selectie    |
| Bigla Pro Cycling                  | Parkhotel Valkenburg | Brother UK Tifosi |                    |
| Boels Dolmans                      | Team Sunweb          |                   |                    |
| Canyon-SRAM                        | Team Tibco           |                   |                    |
| CCC-Liv                            | Trek-Segafredo       |                   |                    |
| FDJ Nouvelle-Aquitaine Futuroscope | Valcar-Cylance       |                   |                    |
| Hitec Products                     | WNT-Rotor            |                   |                    |
| Mitchelton-Scott                   |                      |                   |                    |

### Uitslag

#### 1e etappe
| Barnsley – Bedale (132 km) |                   |                                    |          |
| Plaats                     | Naam              | Ploeg                              | Tijd     |
| Winnaar                    | Lorena Wiebes     | Parkhotel Valkenburg               | 3u35'24" |
| 2                          | Christine Majerus | Boels Dolmans                      | z.t.     |
| 3                          | Alison Jackson    | Team Tibco                         | z.t.     |
| 4                          | Roxane Fournier   | Movistar Team                      | z.t.     |
| 5                          | Lisa Brennauer    | WNT-Rotor                          | z.t.     |
| 6                          | Susanne Andersen  | Team Sunweb                        | z.t.     |
| 7                          | Elisa Balsamo     | Valcar-Cylance                     | z.t.     |
| 8                          | Anna Henderson    | Brother UK Tifosi                  | z.t.     |
| 9                          | Emilia Fahlin     | FDJ Nouvelle-Aquitaine Futuroscope | z.t.     |
| 10                         | Sarah Roy         | Mitchelton-Scott                   | z.t.     |

| Algemeen klassement |                           |                                    |          |
| Plaats              | Naam                      | Ploeg                              | Tijd     |
| Lichtblauwe trui    | Lorena Wiebes             | Parkhotel Valkenburg               | 3u35'14" |
| 2                   | Christine Majerus         | Boels Dolmans                      | + 03"    |
| 3                   | Alison Jackson            | Team Tibco                         | + 06"    |
| 4                   | Susanne Andersen          | Team Sunweb                        | + 07"    |
| 5                   | Lauren Kitchen            | FDJ Nouvelle-Aquitaine Futuroscope | z.t.     |
| 6                   | Marianne Vos              | CCC-Liv                            | + 08"    |
| 7                   | Maria Giulia Confalonieri | Valcar-Cylance                     | z.t.     |
| 8                   | Ingrid Lorvik             | Hitec Products                     | + 09"    |
| 9                   | Roxane Fournier           | Movistar Team                      | + 10"    |
| 10                  | Lisa Brennauer            | WNT-Rotor                          | z.t.     |

#### 2e etappe
| Bridlington – Scarborough (132 km) |                     |                  |          |
| Plaats                             | Naam                | Ploeg            | Tijd     |
| Winnaar                            | Marianne Vos        | CCC-Liv          | 3u59'16" |
| 2                                  | Mavi García         | Movistar Team    | z.t.     |
| 3                                  | Soraya Paladin      | Alé Cipollini    | z.t.     |
| 4                                  | Christine Majerus   | Boels Dolmans    | + 1'22"  |
| 5                                  | Amanda Spratt       | Mitchelton-Scott | z.t.     |
| 6                                  | Lisa Brennauer      | WNT-Rotor        | + 1'37"  |
| 7                                  | Alice Maria Arzuffi | Valcar-Cylance   | + 2'01"  |
| 8                                  | Hannah Barnes       | Canyon-SRAM      | + 2'06"  |
| 9                                  | Lizzy Banks         | Bigla            | + 2'26"  |
| 10                                 | Liane Lippert       | Team Sunweb      | + 2'39"  |
|                                    |                     |                  |          |
| 69                                 | Valerie Demey       | CCC-Liv          | + 13'31" |

| Algemeen klassement |                     |                  |          |
| Plaats              | Naam                | Ploeg            | Tijd     |
| Lichtblauwe trui    | Marianne Vos        | CCC-Liv          | 7u34'27" |
| 2                   | Mavi García         | Movistar Team    | + 7"     |
| 3                   | Soraya Paladin      | Alé Cipollini    | + 9"     |
| 4                   | Christine Majerus   | Boels Dolmans    | + 1'28"  |
| 5                   | Amanda Spratt       | Mitchelton-Scott | + 1'35"  |
| 6                   | Lisa Brennauer      | WNT-Rotor        | + 1'50"  |
| 7                   | Alice Maria Arzuffi | Valcar-Cylance   | + 2'14"  |
| 8                   | Hannah Barnes       | Canyon-SRAM      | + 2'19"  |
| 9                   | Lizzy Banks         | Bigla            | + 2'36"  |
| 10                  | Liane Lippert       | Team Sunweb      | + 2'50"  |

### Eindklassementen
| Plaats           | Naam                 | Ploeg                              | Tijd     |
| ---------------- | -------------------- | ---------------------------------- | -------- |
| Lichtblauwe trui | Marianne Vos         | CCC-Liv                            | 7u34'27" |
| 2                | Mavi García          | Movistar Team                      | + 7"     |
| 3                | Soraya Paladin       | Alé Cipollini                      | + 9"     |
| 4                | Christine Majerus    | Boels Dolmans                      | + 1'28"  |
| 5                | Amanda Spratt        | Mitchelton-Scott                   | + 1'35"  |
| 6                | Lisa Brennauer       | WNT-Rotor                          | + 1'50"  |
| 7                | Alice Maria Arzuffi  | Valcar-Cylance                     | + 2'14"  |
| 8                | Hannah Barnes        | Canyon-SRAM                        | + 2'19"  |
| 9                | Lizzy Banks          | Bigla                              | + 2'36"  |
| 10               | Liane Lippert        | Team Sunweb                        | + 2'50"  |
| 11               | Vita Heine           | Hitec Products                     | + 3'00"  |
| 12               | Amy Pieters          | Boels Dolmans                      | + 3'21"  |
| 13               | Alison Jackson       | Team Tibco                         | + 3'59"  |
| 14               | Emilia Fahlin        | FDJ Nouvelle-Aquitaine Futuroscope | + 4'03"  |
| 15               | Demi Vollering       | Parkhotel Valkenburg               | z.t.     |
| 16               | Elisa Balsamo        | Valcar-Cylance                     | z.t.     |
| 17               | Juliette Labous      | Team Sunweb                        | z.t.     |
| 18               | Pfeiffer Georgi      | Team Sunweb                        | z.t.     |
| 19               | Annemiek van Vleuten | Mitchelton-Scott                   | z.t.     |
| 20               | Audrey Cordon-Ragot  | Trek-Segafredo                     | z.t.     |

| Plaats      | Naam              | Ploeg         | Punten |
| ----------- | ----------------- | ------------- | ------ |
| Groene trui | Christine Majerus | Boels Dolmans | 20     |
| 2           | Marianne Vos      | CCC-Liv       | 19     |
| 3           | Mavi García       | Movistar Team | 12     |
| 4           | Lisa Brennauer    | WNT-Rotor     | 11     |
| 5           | Susanne Andersen  | Team Sunweb   | 10     |

| Plaats | Naam                 | Ploeg          | Punten |
| ------ | -------------------- | -------------- | ------ |
|        | Mavi García          | Movistar Team  | 8      |
| 2      | Anna van der Breggen | Boels Dolmans  | 8      |
| 3      | Soraya Paladin       | Alé Cipollini  | 6      |
| 4      | Lizzy Banks          | Bigla          | 4      |
| 5      | Elizabeth Deignan    | Trek-Segafredo | 2      |

### Klassementsverloop
| Etappe           | Winnaar          | Algemeen klassement | Puntenklassement  | Bergklassement  | Publieksprijs |
| ---------------- | ---------------- | ------------------- | ----------------- | --------------- | ------------- |
| 1                | Lorena Wiebes    | Lorena Wiebes       | Lorena Wiebes     | Elizabeth Banks |               |
| 2                | Marianne Vos     | Marianne Vos        | Christine Majerus | Mavi García     |               |
| Eindklassementen | Eindklassementen | Marianne Vos        | Christine Majerus | Mavi García     |               |

Mannen:
2015 ·
2016 ·
2017 ·
2018 ·
2019
Vrouwen:
2015 ·
2016 ·
2017 ·
2018 ·
2019